# Devèze-Linie

Skizze der belgischen Befestigungsanlagen am Vorabend des Zweiten Weltkriegs.

Die Devèze-Linie wurde von 1933 bis 1935 in den belgischen Ardennen gebaut. Sie war eine Verteidigungslinie aus 375 kleinen Bunkern.  Im deutschsprachigen Ostbelgien wurden nur wenige Bunker gebaut.
Albert Devèze war von Oktober 1932 bis 1936 Verteidigungsminister in den Kabinetten von Charles de Broqueville (22. Oktober 1932 bis 20. November 1934), Georges Theunis (bis 25. März 1935) und Paul van Zeeland (Kabinett I). Er initiierte den Bau der Verteidigungslinie. Nach den Parlamentswahlen in Belgien am 24. Mai 1936 wurde er nicht in van Zeelands zweites Kabinett berufen.
Die nördlich von Amel gebauten Bunker waren eine vorgeschobene Stellung für den Festungsring Lüttich.
Sie wurden vom Bataillon de cyclistes-frontière du Limbourg bemannt.
Die Forts südlich von Amel wurden vom neu aufgestellten Regiment Chasseurs Ardennes bemannt. Die drei Abteilungen des Regiments waren in Kasernen in Arlon, Bastogne und Vielsalm stationiert.
Hauptzweck der Devèze-Linie sollte es sein, einen eventuellen deutschen Angriff zu verzögern. Dieses Ziel wurde damals auch von belgischen Militärs in Frage gestellt: ein Großteil des Generalstabs wollte in einem solchen Fall keine Aktionen östlich der Maas, wo es eine Reihe von Forts und Festungen gab. Das nördlichste von ihnen war das Fort Eben-Emael südlich von Maastricht, in den Jahren 1932 bis 1939 als nördlichste Anlage des Festungsringes Lüttich erbaut. Es liegt an der Stelle, an der der etwa gleichzeitig gebaute Albert-Kanal von der Maas abzweigt.
1936 kündigte Belgien die Militärkonvention mit Frankreich und erklärte sich wieder für neutral.
Die Bunker der Devèze-Linie wurden vernachlässigt oder aufgegeben. Beim Beginn des Westfeldzuges am 10. Mai 1940 waren die meisten von ihnen unbesetzt. Ein Bunker bei Chabrehez war besetzt; eine Kompanie (3e compagnie du 3e régiment de Chasseur ardennais) verwehrte der 1./Panzer-Aufklärungs-Abteilung 7 (der 7. Panzer-Division) den Vormarsch, obwohl diese Verstärkung vom Kradschützen Bataillon 7 bekamen. Erwin Rommel, Kommandant der 7. Panzer-Division, leitete persönlich das Vorgehen gegen den Bunker. Dessen Verteidiger ergaben sich um 21 Uhr; sie verzögerten den deutschen Vormarsch auf Dinant an der Maas um vier Stunden.

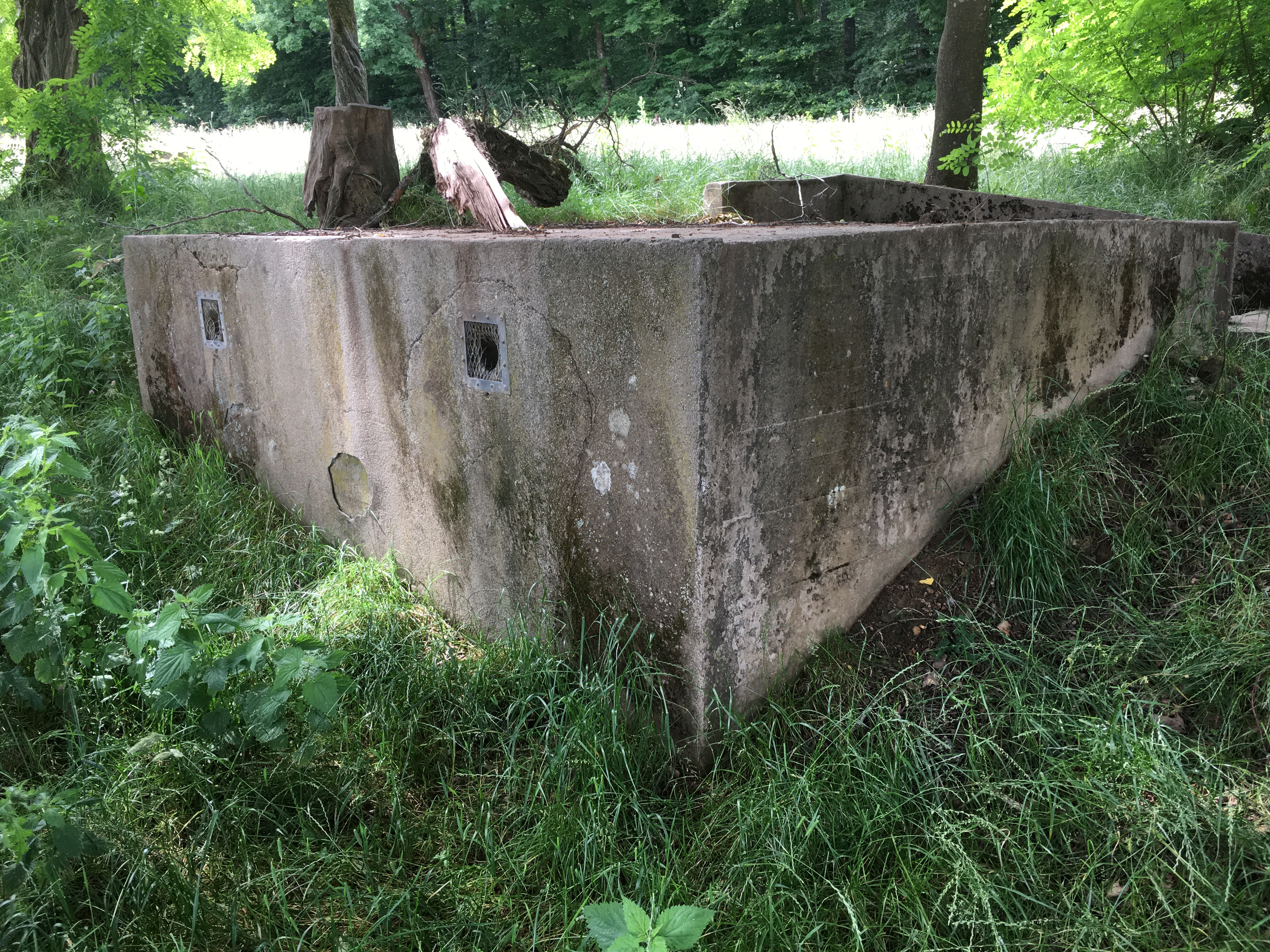
Regelbunker in einem Waldstück